# Malte Delow
Malte Delow (Berlino, 22 aprile 2001) è un cestista tedesco.

## Statistiche

### Eurolega

#### Regular Season
| Anno      | Squadra      | PG  | PT | MP   | TC%  | 3P%  | TL%  | RP  | AP  | PRP | SP  | PP  |
| --------- | ------------ | --- | -- | ---- | ---- | ---- | ---- | --- | --- | --- | --- | --- |
| 2019-2020 | Alba Berlino | 6   | 0  | 4,2  | 60,0 | 50,0 | -    | 0,0 | 0,2 | 0,2 | 0,0 | 1,2 |
| 2020-2021 | Alba Berlino | 23  | 2  | 8,3  | 38,5 | 26,7 | 66,7 | 0,9 | 0,5 | 0,4 | 0,0 | 1,6 |
| 2021-2022 | Alba Berlino | 30  | 15 | 14,2 | 39,5 | 40,6 | 84,6 | 1,9 | 0,6 | 0,4 | 0,0 | 2,9 |
| 2022-2023 | Alba Berlino | 25  | 4  | 14,3 | 51,3 | 36,8 | 57,1 | 2,0 | 1,0 | 0,7 | 0,1 | 3,9 |
| 2023-2024 | Alba Berlino | 34  | 8  | 16,9 | 39,3 | 32,3 | 78,3 | 2,3 | 2,4 | 0,8 | 0,1 | 5,2 |
| Carriera  | Carriera     | 118 | 29 | 13,4 | 42,1 | 34,4 | 76,1 | 1,7 | 1,1 | 0,6 | 0,0 | 3,4 |

## Palmarès
- Campionato tedesco: 3

Alba Berlino: 2019-20, 2020-21, 2021-22
- Coppa di Germania: 2

Alba Berlino: 2019-20, 2021-22